# 迪·華勒斯
迪·華勒斯（Dee Wallace，全名Deanna Wallace，1948年12月14日—）是一位美國女演員，出生於堪薩斯州堪薩斯城，以出演1982年科幻片E.T.外星人聞名。其他迪·華勒斯出演的作品包括：隔山有眼（1977年）、破膽三次（1981年）以及狂犬驚魂（1983年）等。